# Arnouville
Arnouville (hasta el 10 de julio de 2010, Arnouville-lès-Gonesse) es una comuna francesa situada en el departamento de Valle del Oise, a unos 18 km al norte de París.

## Demografía
| 340                       | 311 | 242 | 273 | 277 | 275 | 293 | 281 | 355 | 342 | 373 | 446 | 394 | 453 | 492 | 459 | 452 | 488 | 519 | 606 | 909 | 1677 | 4020 | 6285 | 6879 | 6552 | 7932 | 10 227 | 11 114 | 11 085 | 10 530 | 12 223 | 12 291 | 13 215 | 14 364 |
| (Fuente: INSEE y Cassini) |     |     |     |     |     |     |     |     |     |     |     |     |     |     |     |     |     |     |     |     |      |      |      |      |      |      |        |        |        |        |        |        |        |        |